# Estación de Melun
La estación de Melun es una estación ferroviaria francesa de la línea París - Marsella, situada en la comuna de Melun, en el departamento de Seine-et-Marne, al sudeste de la capital. Por ella transitan tanto trenes de alta velocidad como  regionales además de las líneas D del RER y R del Transilien.
En 2003 superaba los 4 millones de pasajeros anuales.

## Historia
La estación, muy reformada desde su construcción en 1849 siendo propiedad de la Compañía de Ferrocarriles París-Lyon-Mediterráneo, es obra de François-Alexandre Cendrier, arquitecto que diseñó también otras estaciones de la misma compañía.
En 1979, el edificio histórico perdió un piso y su fachada principal fue reformada. Los andenes han sido elevados en 1980.
El 17 de octubre de 1991, a las 6h27, un tren nocturno chocó de forma violenta contra una tren de mercancías causando 16 muertos y 55 heridos. 
La llegada de los trenes RER a esta línea es más reciente, tan sólo desde 1995 es terminal de línea (ramal D2).

## Situación ferroviaria
La estación de Melun se sitúa en un importante nudo ferroviario en el que se cruzan las líneas férreas París-Marsella (PK 44,076) y Corbeil-Essonnes - Montereau (PK 56,907).

## Descripción
La estación se compone de cuatro andenes, uno lateral y tres centrales y de siete vías, dando lugar a la siguiente organización: a-v-v-a-v-v-a-v-v-a-v. Está estructura se completa con un gran número de vías de servicio. 

## Servicios ferroviarios

### Alta Velocidad
Los siguientes trenes TGV recorren la estación:
- Línea Melun-Marsella.

### Regionales
Los TER Borgoña enlazan las siguientes ciudades:
- Líneas París - Laroche-Migennes.

### Cercanías
Línea D del RER y Línea R del Transilien. 